# گوتای
گوتای یک منطقهٔ مسکونی در الجزایر است که در ناحیه المقرن واقع شده‌است. گوتای ۳۶ متر بالاتر از سطح دریا واقع شده‌است.